# Holmesfield
Holmesfield – wieś w Anglii, w hrabstwie Derbyshire, w dystrykcie North East Derbyshire. Leży 42 km na północ od miasta Derby i 220 km na północny zachód od Londynu.